# Hakija Pozderac
Hakija Pozderac (Cazin, 6. ožujka 1919. – Beograd, 27. ožujka 1994.), bosanskohercegovački političar i major. Brat je Hamdiji i Sakibu Pozdercu.

## Životopis
Hakija Pozderac rođen je 6. ožujka 1919. godine u Cazinu kao sin oca Mehmeda (Mehe) i majke Safije. Srednju tehničku školu, geodetski odsjek završio je u Beogradu. Godine 1938. diplomirao je na Tehničkom fakultetu u Beogradu. Prije izbijanja Drugog svjetskog rata postao je članom Saveza komunističke omladine Jugoslavije (SKOJ). Po zadatku Komunističke partije Jugoslavije (KPJ) uključuje se u Vojsku Kraljevine Jugoslavije. Tokom Travanjskog rata, 6. travnja 1941. nalazio se sa svojom postrojbom u okolini Beograda (područje Batajnice), te sa svojom postrojbom biva zarobljen od njemačkog Wehrmachta. Od 10. travnja 1941. do 30. ožujka 1942. godine, bio je zarobljen u vojnom zatvoru koji se nalazi u blizini Koncentracijskog logora Mauthausen u Austriji. Sa skupinom zatvorenika bježi iz zatvora, te se vraća pješice u rodni grad Cazin. Nakon toga postaje pripadnikom NOP-a i ponovnim članom Komunističke partije, te postaje političkim komesarom u 8. krajiškoj muslimanskoj brigadi. 
Poslije rata bio je javni tužilac okruga Bihać i Banja Luka. Učestvovao je u gušenju Cazinske bune 1950. godine. Mnogi tumače kasniji angažman Hakije Pozderca oko gospodarskog razvitka Bosanske krajine, upravo kao način da ispravi nanesenu nepravdu prema ovom kraju i njegovim stanovnicima. Sve ono što se kasnije događa s Agrokomercom, uspostavljenjem i podizanjem te kompanije, zapravo su mnogi tumačili kao njegov doprinos rodnom kraju i pokušaju mirenja s rodnim krajem. Agrokomerc je bio pod paskom JNA, a savezna Vlada, država i određeni politički krugovi stajali iza razvoja tog poduzeća, koji će izrasti u velikog svjetskog gospodarskog giganta. Hakija Pozderac bio je pokretačka snaga, koji je stajao iza Agrokomerca zahvaljujući svojim vezama, umijeću i načinu kako je pridobijao ljude. On je bio taj koji je bio glava Agrokomerca sve vrijeme. Šarmom i širokom ličnošću Hakija Pozderac Izborio se da bude jedan od ljudi od Titovog osobnog povjerenja, a njihov odnos bio je toliko dubok i prisan da je Josipa Broza često pratio na putovanjima.
Hakija Pozderac je bio predsjednik Sreskog Narodnog odbora, član Vlade Bosne i Hercegovine, ravnatelj Generalne narodne banke Bosne i Hercegovine u Sarajevu do 1959. godine. Bio je također ravnatelj Republičkog zavoda za gospodarsko planiranje od 1960. do 1962. godine i savezni sekretar za opće gospodarske poslove za industriju i trgovinu od 1962. do 1967. godine. Pored ovih dužnosti, bio je član Glavnog odbora Saveza boraca NOR za Bosnu i Hercegovinu, član Izvršnog odbora Saveza sportova Bosne i Hercegovine, predsjednik Atletskog saveza Bosne i Hercegovine, predsjednik Atletskog saveza Jugoslavije i predsjednik Jugoslavenskog saveza fizičke kulture. Od 1967. do 1971. godine bio je član Saveznog izvršnog vijeća Jugoslavije, a od 1971. do 1982. godine poslanik u Saveznoj skupštine Jugoslavije. Od 1982. do 1983. godine je bio član Vijeća Federacije Jugoslavije. Imao je čin majora JNA u rezervi.
Izbijanjem Afere Agrokomerc Hakija Pozderac se tada nalazio na dužnosti člana Upravnog odbora ovog poduzeća, biva zajedno sa svojim bratom Hamdijom uhićen pod optužbom "kontrarevolucionarnog djelovanja" prema članu 114. Kaznenog zakona SFRJ, te se nakon toga povlači iz aktivnog političkog života Jugoslavije. 
Hakija Pozderac se ženio tri puta; prvi put sa suprugom Zekerijom Omanović iz Cazina s kojom je imao troje djece (Safija, Rasim i Malik), zatim u drugom braku sa suprugom Habibom ima je sina Jasminka, te u trećem braku sa suprugom Razijom imao je sina Mehmeda. 
Umro je 27. ožujka 1994. godine u Beogradu. Sin Mehmed i supruga Razija su se nakon njegove smrti preselili u Sarajevo, dok su u Beogradu ostali drugi članovi obitelji. 

## Priznanja
- Orden za hrabrost
- Orden zasluga za narod
- Orden bratstva i jedinstva
- Partizanska spomenica 1941.

## Vanjske povezice
- Bošnjački Kennediyjevi: Čudesna historioja porodice Pozderac